# Corrado di Urach
Corrado di Urach, o anche Corrado di Zähringer  (1170/1180 – Bari, 30 settembre 1227), è stato un abate, vescovo cattolico e cardinale tedesco.
Di famiglia nobile, figlio del conte Egino IV di Urach, della stirpe dei conti di Urach, e di Agnese, della stirpe degli Zähringen, si fece monaco cistercense divenendo abate e venne poi proclamato cardinale-vescovo da papa Onorio III.

## Biografia
Sulla data di nascita di Corrado non si sa quasi nulla: si sa che i genitori si erano sposati nel 1181.

### La carriera monastica
Per Corrado, che portava il nome degli Zähringer, la strada ecclesiastica era già tracciata alla nascita e fu probabilmente dal 1189 canonico della cattedrale di Liegi, ove il prozio Rodolfo, fratello di Bertoldo IV di Zähringen, nonno materno di Corrado, fu vescovo dal 1167 al 1191. La scuola del duomo diede al giovane una solida formazione. Dopo il suo ingresso, avvenuto nel 1199, nell'abbazia di Villers-Bettnach, affiliata a quella di Clairvaux, divenne monaco cistercense e dal 1208 (o dal 1209) è dimostrata la sua nomina ad abate. Nel 1213 (o 1214) si trasferì all'abbazia di Clairvaux, della quale divenne abate; nel 1217 divenne abate di quella di quella di Cîteaux, la prima, per fondazione, abbazia dell'Ordine cistercense.
Quale abate, prima di un'abbazia primigenia, successore di Bernardo di Chiaravalle, e poi della prima abbazia cistercense in assoluto, quella di Cîteaux, quindi rappresentante della massima autorità dell'Ordine, definiva allora organizzazione e politiche di questa ampiamente ramificata comunità monastica europea.

### Cardinalato
All'inizio del 1219, dopo il successo delle trattative fra l'Ordine cistercense ed il papato, fu consacrato vescovo e nominato cardinale da papa Onorio III, che gli assegnò la sede suburbicaria di Porto e santa Rufina, carica che mantenne fino alla morte. Nei periodi 1219, 1223/1224 e 1226/1227 Corrado assolse i suoi incarichi presso la Santa Sede. Fu legato pontificio in Francia dal 1220 al 1223, nell'epoca della crociata albigese e della riforma cluniacense, e dal 1224 al 1226 in Germania, propagandando per le crociate ed entrando in vari conflitti ecclesiastici.
Proprio la sua attività di legato in Germania rese chiaro il reticolo di rapporti famigliari, politici ed ecclesiastici nel quale egli si muoveva. Lo spazio geografico della sua influenza si estendeva dal Basso Reno e dalla Lotaringia fino oltre il sud-ovest tedesco, dalla Baviera fino alla Sassonia.  Nell'estate del 1224, riguardo alla politica della sua famiglia comitale, si giunse ad un contratto fra l'imperatore Federico II e l'arcidiocesi di Strasburgo, fra l'altro a seguito di un ex feudo ecclesiastico degli Zähringen ad Offenburg, con la mediazione di Corrado. Poco dopo Egino V il Giovane († 1236/37), fratello di Corrado, giunse ad un accordo riguardo all'eredità degli Zähringen con Enrico VII a Spira; l'accordo venne confermato definitivamente l'8 luglio 1226 «…grazie alla venerazione per il cardinal-vescovo Corrado» da parte dell'imperatore Federico II ed accettato dalla controparte Egino.
Nell'autunno del 1225 il padre Egino IV lo incontrò in Sassonia per conferire su urgenti questioni di famiglia. Egli fu di aiuto in diverse trattative riguardanti numerosi membri della famiglia, dato che i conti di Urach si erano imparentati tramite Agnese di Zähringerin con molti casati europei: da parte materna con i margravi del Baden ed i duchi di Teck, con i Wittelsbach, con i conti di Namur, con l'arcivescovo Engelberto di Berg, con i conti di Holland, con quelli di Dagsburg e con i duchi di Gheldria, con gli Hohenstaufen e persino con i re di Francia della stirpe dei Capetingi.
Nella primavera del 1226 il secondo mandato come legato pontificio ebbe fine ed il cardinale rientrò a Roma, in Italia. Intervenne nelle trattative con la Lega Lombarda (tra il 1226 ed il 1227) e sostenne i preparativi imperiali per l'imminente crociata.
Nel marzo 1227 partecipò al conclave in cui fu eletto papa; il rifiuto di tale elezione, permise l'ascesa al pontificato di Ugolino di Anagni col nome di Gregorio IX.
Deciso a recarsi in Terra santa, morì a Bari, ove avrebbe dovuto imbarcarsi.

## Culto
La sua salma venne traslata a Clairvaux. I cistercensi lo venerano come beato, ricordandolo il 30 settembre.

## Genealogia episcopale
La genealogia episcopale è:
- Papa Gregorio IX
- Papa Onorio III
- Cardinale Corrado di Urach

## Ascendenza
|                          |                        |                          | Genitori                 |  |  | Nonni |  |  | Bisnonni |  |  | Trisnonni |  |
|                          |                        |                          |                          |  |  |       |  |  | …        |  |  | …         |  |
|                          |                        |                          |                          |  |  |       |  |  | …        |  |  | …         |  |
|                          |                        | …                        |                          |  |  |       |  |  | …        |  |  |           |  |
| Egino III di Urach       |                        |                          |                          |  |  |       |  |  | …        |  |  |           |  |
|                          |                        | …                        | …                        |  |  |       |  |  |          |  |  |           |  |
|                          |                        | …                        | …                        |  |  |       |  |  |          |  |  |           |  |
|                          |                        | …                        | …                        |  |  |       |  |  |          |  |  |           |  |
| Egino IV di Urach        |                        | …                        |                          |  |  |       |  |  |          |  |  |           |  |
|                          |                        | …                        | …                        |  |  |       |  |  |          |  |  |           |  |
|                          |                        | …                        | …                        |  |  |       |  |  |          |  |  |           |  |
|                          |                        | …                        | …                        |  |  |       |  |  |          |  |  |           |  |
| Cunegonda di Wasserburg  |                        | …                        |                          |  |  |       |  |  |          |  |  |           |  |
|                          |                        | …                        | …                        |  |  |       |  |  |          |  |  |           |  |
|                          |                        | …                        | …                        |  |  |       |  |  |          |  |  |           |  |
|                          |                        | …                        | …                        |  |  |       |  |  |          |  |  |           |  |
| Corrado di Zähringen     |                        | …                        |                          |  |  |       |  |  |          |  |  |           |  |
|                          | Corrado I di Zähringen | Bertoldo II di Zähringen |                          |  |  |       |  |  |          |  |  |           |  |
|                          | Corrado I di Zähringen | Bertoldo II di Zähringen |                          |  |  |       |  |  |          |  |  |           |  |
|                          | Corrado I di Zähringen | Agnese di Rheinfelden    |                          |  |  |       |  |  |          |  |  |           |  |
| Bertoldo IV di Zähringen | Corrado I di Zähringen |                          |                          |  |  |       |  |  |          |  |  |           |  |
|                          |                        | Clemenza di Namur        | Goffredo I di Namur      |  |  |       |  |  |          |  |  |           |  |
|                          |                        | Clemenza di Namur        | Goffredo I di Namur      |  |  |       |  |  |          |  |  |           |  |
|                          |                        | Clemenza di Namur        | Ermesinde di Lussemburgo |  |  |       |  |  |          |  |  |           |  |
| Agnese di Zähringen      |                        | Clemenza di Namur        |                          |  |  |       |  |  |          |  |  |           |  |
|                          |                        | Folmar II di Frohburg    | Adalberone I di Frohburg |  |  |       |  |  |          |  |  |           |  |
|                          |                        | Folmar II di Frohburg    | Adalberone I di Frohburg |  |  |       |  |  |          |  |  |           |  |
|                          |                        | Folmar II di Frohburg    | Sofia di Lenzburg        |  |  |       |  |  |          |  |  |           |  |
| Heilwig di Frohburg      |                        | Folmar II di Frohburg    |                          |  |  |       |  |  |          |  |  |           |  |
|                          |                        | Sofia di Montbelliard    | …                        |  |  |       |  |  |          |  |  |           |  |
|                          |                        | Sofia di Montbelliard    | …                        |  |  |       |  |  |          |  |  |           |  |
|                          |                        | Sofia di Montbelliard    | …                        |  |  |       |  |  |          |  |  |           |  |
|                          |                        | Sofia di Montbelliard    |                          |  |  |       |  |  |          |  |  |           |  |